# Centrální limitní věta
Centrální limitní věta (CLV) v teorii pravděpodobnosti označuje tvrzení, podle něhož se (za určitých podmínek diskutovaných níže) rozdělení výběrového průměru blíží k normálnímu rozdělení, a to bez ohledu na to, jaké je rozdělení průměrované náhodné veličiny. Jinak řečeno, pokud platí předpoklady centrální limitní věty, tak výběrový průměr má jakožto náhodná veličina asymptoticky normální rozdělení.
Existují různé varianty centrální limitní věty lišící se formulací předpokladů a silou vysloveného tvrzení, K důkazu CLV se dnes nejčastěji používají charakteristické funkce. 
Předpoklady CLV se týkají zejména toho, jak vypadá rozdělení průměrovaných náhodných veličin. Obecně se kladou limitující podmínky zejména na jejich momenty (střední hodnoty, rozptyly atd.). Věta tak neplatí například pro Cauchyho rozdělení, jehož rozptyl není definován. Výběrové průměry takovýchto příliš „divokých“ náhodných veličin nekonvergují k normálnímu rozdělení, ale k některému jinému z takzvaných stabilních rozdělení.

## Moivreova–Laplaceova věta
Nejjednodušším vyjádřením centrální limitní věty je Moivreova–Laplaceova věta. Podle této věty platí, že pokud součtem {\displaystyle n\,\!} nezávislých náhodných veličin {\displaystyle X_{i}\,\!} s alternativním rozdělením (s parametrem {\displaystyle \pi \,\!}) vytvoříme veličinu {\displaystyle X\,\!}, která má binomické rozdělení s parametry {\displaystyle n\,\!} a {\displaystyle \pi \,\!}, pak pro normovanou náhodnou veličinu
{\displaystyle U={\frac {X-n\pi }{\sqrt {n\pi (1-\pi )}}}\,\!}
platí vztah
{\displaystyle \lim _{n\to \infty }P(U<u)=\Phi (u)\,\!}
pro {\displaystyle -\infty <u<\infty \,\!}, kde {\displaystyle \Phi (u)\,\!} je distribuční funkce normovaného normálního rozdělení {\displaystyle \operatorname {N} (0,1)\,\!}.

## Lévyho–Lindebergova věta
Moivreovu–Laplaceovu větu lze zobecnit na větu Lévyho–Lindebergovu. Pokud je podle této věty náhodná veličina {\displaystyle X\,\!} součtem {\displaystyle n\,\!} vzájemně nezávislých náhodných veličin {\displaystyle X_{1},X_{2},...,X_{n}\,\!} se shodným rozdělením libovolného typu, s konečnou střední hodnotou {\displaystyle \operatorname {E} (X_{i})=\mu \,\!} a konečným rozptylem {\displaystyle D(X_{i})=\sigma ^{2}\,\!}, pak pro normovanou náhodnou veličinu
{\displaystyle U={\frac {X-n\mu }{\sqrt {n\sigma ^{2}}}}\,\!}
platí opět vztah
{\displaystyle \lim _{n\to \infty }P(U<u)=\Phi (u)\,\!}
pro {\displaystyle -\infty <u<\infty \,\!}, kde {\displaystyle \Phi (u)\,\!} je distribuční funkce normovaného normálního rozdělení {\displaystyle \operatorname {N} (0,1)\,\!}. Veličina {\displaystyle U\,\!} má tedy asymptoticky normální rozdělení.
Porovnejte toto chování se zákonem velkých čísel, který pro tento případ dává
{\displaystyle Y={\frac {X-n\mu }{n}}={\frac {\sum _{i=1}^{n}\limits \left(X_{i}-\operatorname {E} (X_{i})\right)}{n}}\to 0\,\!} skoro jistě.

## Ljapunovova věta
Nejobecnějším vyjádřením centrální limitní věty pro součet nezávislých náhodných veličin je věta Ljapunovova. Ta říká, že rozdělení součtu vzájemně nezávislých veličin {\displaystyle X_{i}\,\!} konverguje k normálnímu rozdělení i v případě, že veličiny {\displaystyle X_{i}\,\!} nemají stejné rozdělení pravděpodobnosti.
Nechť náhodná veličina {\displaystyle X\,\!} je součtem vzájemně nezávislých veličin {\displaystyle X_{i}\,\!}, které mají konečné střední hodnoty {\displaystyle \operatorname {E} (X_{i})<\infty \,\!} a konečné třetí centrální momenty {\displaystyle \operatorname {E} \left({\left|X_{i}-\operatorname {E} (X_{i})\right|}^{3}\right)<\infty \,\!}.
Nechť dále platí Ljapunovova podmínka
{\displaystyle \lim _{n\to \infty }{\frac {\left[{\sum _{i=1}^{n}\limits \operatorname {E} \left({\left|X_{i}-\operatorname {E} (X_{i})\right|}^{3}\right)}\right]^{\frac {1}{3}}}{\sqrt {\sum _{i=1}^{n}\limits D(X_{i})}}}=0\,\!}.
Pak pro normovanou náhodnou veličinu
{\displaystyle U={\frac {X-\sum _{i=1}^{n}\limits \operatorname {E} (X_{i})}{\sqrt {\sum _{i=1}^{n}\limits D(X_{i})}}}\,\!}
platí vztah
{\displaystyle \lim _{n\to \infty }P(U<u)=\Phi (u)\,\!}
pro {\displaystyle -\infty <u<\infty \,\!}, kde {\displaystyle \Phi (u)\,\!} je distribuční funkce normovaného normálního rozdělení {\displaystyle \operatorname {N} (0,1)\,\!}.